# Myrcia stewartiana
Myrcia stewartiana är en myrtenväxtart som beskrevs av Otto Karl Berg. Myrcia stewartiana ingår i släktet Myrcia och familjen myrtenväxter. Inga underarter finns listade i Catalogue of Life.